# Giovanna di Napoli
Giovanna di Napoli és una òpera en un acte amb música de Joan Manén sobre un llibret de Maurice Chassang traduït a l'italià per Angelo Bignotti, estrenada al Gran Teatre del Liceu de Barcelona el dia 22 de gener de 1903.

## Context
Giovanna di Napoli va ser la primera òpera escrita pel compositor Joan Manén, qui a l'estrena de l'obra no havia arribat encara als 20 anys.
La revista Catalunya Artística del 5 de febrer de 1903 va publicar un fragment manuscrit de la música de l'obra, amb l'himne de Giovanna, juntament amb una crítica animant al compositor a treballar sobre més òperes, i a la qual l'únic punt negatiu anava cap el cor del Liceu. L'acollida no va ser triomfal, destacant les crítiques més la possible bona evolució del compositor que no pas l'obra en si mateixa. La revista Joventut va trobar molt desajustada la interpretació i va dir que la música no acabava de trobar el seu lloc, intentant fer quelcom nou per acabar caient del bàndol de la música italiana, tot i fer expressa referència al Sigfrid (acte III) de Wagner. En el mateix sentit, la publicació La Lectura de Madrid va publicar, signat per Miranda, que «és una obra amb reminiscències de Wagner, de Leoncavallo i amb tots els defectes tradicionals». Un altre diari, El Globo de Madrid, va fer un resum semblant:
| « | El públic que va anar al Liceu, va premiar amb els seus aplaudiments la discreta tasca de Manén, el qual dirigia l'orquestra, tot tenint en comptes que Giovanna és la seva primera obra, i que demostra amb ella grans condicions. El poema no és molt original; s'observa que el novell compositor encara no s'ha orientat, encara no ha trobat la seva veritable personalitat, la qual treu el cap de tant en tant amb veritable empenta, per tornar a desaparèixer de seguida, esborrada per l'afany que sent l'autor d'imitar els seus mestres favorits. | » |

La història està basada en personatges reals. Giovanna d'Angiò (1326-1383), reina de Nàpols, es va casar amb Andrea d'Ungheria (els van casar quan eren encara nens), que va morir assassinat l'any 1345, suposadament per ordres de la seva esposa. Giovanna es va casar llavors amb Luigi di Taranto, qui de fet era ja el seu amant abans de la mort d'Andreu d'Ungheria. Tots tres són personatges de l'òpera de Joan Manén, però l'argument de l'obra no té cap altre punt en comú amb la història real.
La partitura original de l'obra es troba a l'arxiu de l'Associació Joan Manén. Enrst Von Wolzogen va realitzar una adaptació en alemany, amb el títol Der Fackeltanz, interpretada a Frankfurt l'any 1909.

## Personatges
| Paper                     | Tessitura | Intèrprets de l'estrena 22 de gener de 1903 (Director: Joan Manén) |
| ------------------------- | --------- | ------------------------------------------------------------------ |
| Giovanna di Napoli, reina | soprano   | Cesira Ferrani                                                     |
| Andrea d'Ungheria         | tenor     | Angelo Angioletti                                                  |
| Luigi di Taranto          | baríton   | Delfino Menotti                                                    |
| Giovanni Boccaccio        | baix      | Giuseppe Sorgi                                                     |
|                           | soprano   | Stanisława Michalska                                               |
|                           | soprano   | Ester Scotti                                                       |
|                           | contralt  | Maria Chivers                                                      |

## Argument
Andrea d'Ungheria està enamorat de la reina Giovanna di Napoli, amb la que es voldria casar. Però la reina està enamorada de Luigi di Taranto. Ambdós homes s'acabaran desafiant a duel, al qual morirà Luigi di Taranto, per una acció traïdora del seu rival.